# معركة بلاط الشهداء
معركة بلاط الشهداء أو معركة تور (بالإنجليزية: Battle of Tours) أو معركة بواتييه (بالفرنسية: Bataille de Poitiers) هي معركة دارت في رمضان 114 هـ/ أكتوبر 732م في مكان يقع بين مدينتي بواتييه وتور الفرنسيتين، وكانت بين قوات مسلمين تحت لواء الدولة الأموية، بقيادة والي الأندلس عبد الرحمن الغافقي من جهة، وقوات الفرنجة والبورغنديين بقيادة شارل مارتل(4) من جهة أخرى، وانتهت بانتصار قوات الفرنجة وانسحاب جيش المسلمين بعد مقتل قائده عبد الرحمن الغافقي.
اعتبر مؤرخو الفرنجة في القرن التاسع، نتيجة المعركة حكم إلهي لصالح الفرنجة، كما اكتسب شارل مارتل من حينها لقبه "Martellus" الذي يعني المطرقة. تفاصيل المعركة من حيث الموقع وأعداد القوات المشاركة من الطرفين لا يمكن تحديدها على وجه الدقة. إلا أنه من المؤكد، أن قوات الفرنجة انتصرت في المعركة دون أن يكون لديهم سلاح فرسان. أشاد المؤرخون المسيحيون المتأخرون في فترة ما قبل القرن العشرين بشارل مارتل وعدّوه بطل المسيحية، واصفين المعركة بنقطة التحول الحاسمة في الكفاح ضد الإسلام، مما حفظ المسيحية كديانة لأوروبا. وفقًا للمؤرخ العسكري الحديث فيكتور ديفيس هانسون، فإن معظم مؤرخي القرنين الثامن عشر والتاسع عشر، رأوا أن المعركة أوقفت المد الإسلامي في أوروبا. لذا عدّها رانكه علامة فارقة في واحدة من أهم الحقب في تاريخ العالم.
وعلى النقيض، انقسم المؤرخون الحديثون الآخرون حول أهمية المعركة، واختلفوا حول ما إذا كان الانتصار معقولاً ليكون سببًا لإنقاذ المسيحية وإيقاف الفتح الإسلامي لأوروبا. إلا أن المعركة أسهمت في تأسيس الإمبراطورية الكارولنجية وهيمنة الفرنجة على أوروبا في القرن التالي. ويتفق معظم المؤرخين على أن نشأة القوة الفرنجية في أوروبا الغربية حددت مصير القارة، وأن هذه المعركة أكدت سلطتها.

## التسمية والموقع
أطلقت المصادر العربية على المعركة اسم معركة بلاط الشهداء، تخليداً لذكرى قتلى المسلمين، ويُستَشَفُّ ذلك من رواية ابن حيان القرطبي. ونقلوا عن ابن حيان أن الأذان لبث عصوراً طويلة يسمع في موقع المعركة. بينما أطلق المؤرخون الغربيون عليها اسم معركة تور (بالإنجليزية: Battle of Tours) نسبة إلى مدينة تور، كما أطلقوا عليها اسم «معركة بواتييه» (بالفرنسية: Poitiers)، وهي غير معركة بواتييه التي جرت بين بريطانيا وفرنسا خلال حرب المئة عام. أما موقع المعركة فيطلقون عليه اسم موساي لاباتي (بالفرنسية: Moussais-la-Bataille). فيما حدد باحثون كالحجي وعبد الفتاح مقلد الغنيمي موقعها في قرية تقع ضمن أرض المعركة تدعى «خندق الملك» (بالفرنسية: Fossi le Roi)، حيث اكتشفت هناك حديثاً سيوف عربية، وموقع المعركة سهل ممتد بين مدينتي تور وبواتييه، محدد من الشرق بمجرى نهر فيين الذي يرفد نهر اللوار.

## المجريات

### ما قبل المعركة

إمبراطورية الفرنجة عام 481 م حتى عام 843 م.

حشد الغافقي جيشاً يعد أكبر جيش أموي دخل الأندلس وغالية حتى ذلك الوقت. انطلق في البداية من سرقسطة نحو قطلونية، وهو أقرب أقاليم الأندلس إلى بلاد الغال، فعمل على تقوية هذا الثغر والقضاء على الثوار فيه، ثم تحرك إلى سبتمانيا فعزز من وجود الحاميات فيه، وعاد بعدها إلى بنبلونة في شمالي أيبيريا، فانطلق منها وعبر ممر رونسفال في جبال المعابر، وكان هدفه أقطانيا، ومنها سار شمالاً ثم في الاتجاه الجنوبي الشرقي نحو آرل، فأعاد فتحها وحصّن المسلمين فيها، ثم عاد إلى أقطانية. كان أودو دوق أقطانيا قد جمع جيشًا قاتل به جيش الغافقي في معركة نهر الجارون، والتي انتصر فيها المسلمون، وسط خسائر كبيرة في الجيش الأقطاني.(1) بعد هذه المعركة، افتتح الغافقي أقطانيا بالكامل، بما في ذلك مدينة بوردو عاصمتها. ثم واصل الغافقي إلى بواتييه فافتتحها، ثم تور الواقعة على نهر اللوار وافتتحها أيضاً.
رأى بعض المؤرخين أن الغافقي لم يكن ينوي التقدم أكثر من ذلك، بل كان ينوي تحصين المدن المفتوحة وتقويتها لتصبح ثغراً للمسلمين، كما هي الحال في سبتمانيا، ولم يكن معه من الجند ما يكفي لفتح مدن أكثر، بعد مسيرته طويلة في جنوب غالة وغربها، وقتاله في معركة نهر الجارون. دفعت انتصارات المسلمين في غالة شارل مارتل للتحرك لمواجهة جيش المسلمين، خاصة بعد أن لجأ إليه منافسه أودو بمن بقي معه من رجاله، ليساعده على استعادة أقطانيا، فقبل شارل مساعدته على أن يكون ولاء أودو لدولة الفرنجة، فوافق أودو على ذلك.
جمع شارل مارتل جيشًا من المرتزقة ومقاتلين من حدود الراين ومن بورغانديا. كان عبد الرحمن قد وصل إلى تور بمن تبقّى من جيشه، بعد معاركه في أقطانيا وقطلونية وسبتمانيا أو الحاميات التي خلفها ورائه.
استدرج شارل مارتل جيش المسلمين المتحصن في تور إلى سهل يقع غرب رافد نهر اللوار، بأن أرسل شارل مجموعات صغيرة من طلائع جيشه إلى الضفة الشرقية للنهر، وعندما علم بأمرها عبد الرحمن، أرسل مجموعات للاستطلاع، عادت لتخبره بقلة عددهم وسهولة القضاء عليها، فخرج عبد الرحمن من المدينة لمواجهتها، وعبر بقواته إلى الضفة الشرقية، فتحرك شارل بقواته باتجاه جيش المسلمين. وعندما فوجئ عبد الرحمن بأعداد أكثر مما قدرتها فرق استطلاعه ارتد بقواته إلى سهل بين تور وبواتييه. تقدم شارل بقواته ونزل في مواجهة جيش الأمويين استعداداً للمعركة، وتحرك جيش الأمويين نحو الجنوب باتجاه بواتييه، بينما تجمع جيش شارل جهة الشمال باتجاه تور.

### المعركة

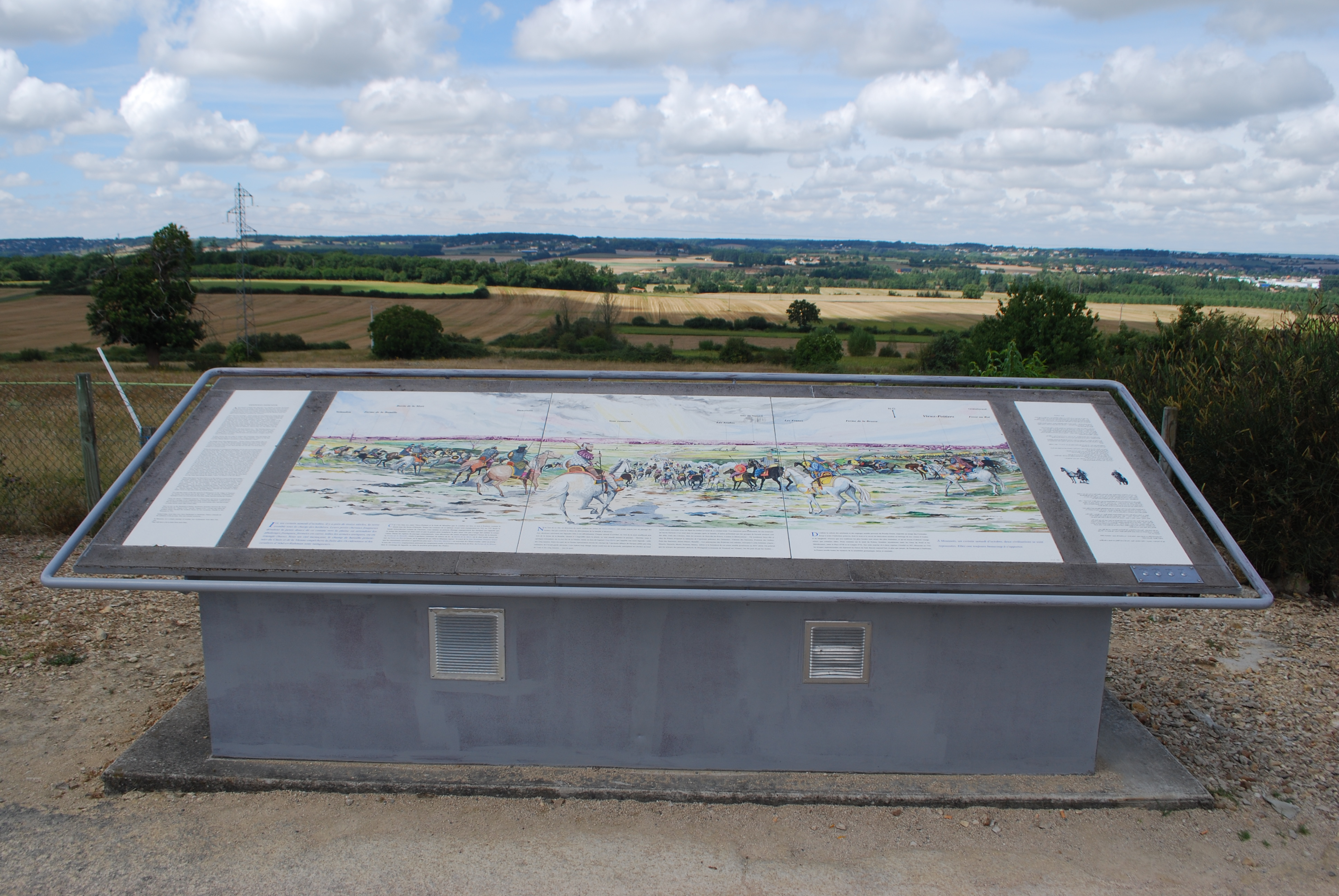
[https://maps.google.com/maps?q=Moussais-la-Bataille&ll=46.734548,0.501165&spn=0.001074,0.002642&hnear=Vouneuil-sur-Vienne,+Vienne,+Poitou-Charentes,+France&t=h&layer=c&cbll=46.734597,0.500948&panoid=9OfAMg4GkPkKVvrBuG_7HQ&cbp=13,325.58,,0,15.55&z=19 الموقع المحتمل لمعركة بلاط الشهداء

لا تتفق المصادر على تاريخ بدء وانتهاء المعركة وكم كانت مدتها، استمرت المناوشات بين الفريقين لأيام، إلى أن لجأ المسلمون للهجوم في اليوم الأخير بفرسانهم على جيش شارل، الذي تحمله مشاة جيش الفرنجة، وبدا كما لو أن المسلمون اقتربوا من النصر. إلا أن شارل أرسل فرقًا يعتقد أنها كانت بقيادة أودو هاجمت معسكر المسلمين من الخلف مما دفع المسلمين لمحاولة إنقاذ معسكرهم.(2) حاول الغافقي ومن بقي من جنوده معه الثبات في القتال والسيطرة على الموقف بعد أن اضطربت صفوف المسلمين، وظل يقاتل حتى قُتل. ثم نجح بقية جيش المسلمين في الدفاع عن معسكرهم حتى نهاية اليوم، وفي الليل، اجتمع قادة الجيش ورأوا أن ينسحبوا ليلاً بعد أن فقدوا قائدهم عبد الرحمن الغافقي. وفي اليوم التالي، عندما وجد الفرنجة أن القتال لم يتجدد تخوفوا من أن يكون ذلك كمينًا، إلى أن استطلعت قواتهم مخيمات المسلمين التي تركوها وراءهم ووجدوها فارغة.

### نتائج المعركة
لم تتوقف غزوات المسلمين في بلاد الغال رغم الهزيمة في المعركة، بل استمرت بعدها مباشرة، فأرسل الوالي الجديد عبد الملك بن قطن الفهري حملة يقودها يوسف بن عبد الرحمن الفهري الذي تحالف مع مورونتوس كونت بروفنس، غزت بلاد الغال واجتاحت آرل، ثم مدينة سانت ريمي وأفينيون، ثم تابع الوالي عقبة بن الحجاج السلولي تلك الغزوات فسيطر على بورغونية، حتى بلغت حملته بيدمونت بشمال إيطاليا. ثم انشغل ولاة الأندلس بمشاكلهم الداخلية وتكالبهم على السلطة، ففقدوا المناطق التي سيطروا عليها في بلاد الغال، الواحدة تلو الأخرى حتى لم يبق بأيديهم في عهد يوسف بن عبد الرحمن الفهري والي الأندلس الأخير سوى أربونة فقط، والتي سقطت نهائيًا عام 759 م، عندما أمر عبد الرحمن الداخل بإجلاء المسلمين من المدينة. ومن ناحية أخرى، أنشأ شارلمان حفيد شارل مارتل بعد ذلك الثغر الإسباني في البرانس لتكون بمثابة منطقة عازلة عن مناطق المسلمين خلف البرانس.

## المعركة في المصادر الإسلامية
ذكرت المصادر الإسلامية الأولية المعركة باقتضاب. فقد أشار إليها ابن عذاري قائلاً: «ثم ولي الأندلس عبد الرحمن هذا (يعني الغافقي) ثانية، وكان جلوسه لها في صفر سنة 112 هـ، فأقام والياً سنتين وسبعة أشهر وقيل وثمانية أشهر، واستشهد في أرض العدو في رمضان سنة 114 هـ.» وقد نقل عن ابن حيان القرطبي في موضع آخر قوله: «ثم ولي الأندلس عبد الرحمن بن عبد الله الغافقي، فغزا الروم، واستشهد مع جماعة من عسكره سنة 115 هـ، بموضع يعرف ببلاط الشهداء.» كما أشار إليها المقري في قوله: «ثم قدم عبد الرحمن بن عبد الله الغافقي من قبل عبيد الله بن الحبحاب صاحب إفريقيا، فدخلها سنة ثلاث عشرة، وغزا الإفرنجة، وكانت له فيهم وقائع، وأُصيب عسكره في رمضان سنة أربع عشرة في موضع يعرف ببلاط الشهداء، وبه عرفت الغزوة.» كذا، قال عنها ابن عبد الحكم: «ولي عبد الرحمن بن عبد الله العكي على الأندلس، وكان رجلاً صالحًا، فغزا عبد الرحمن إفرنجة، وهم أقاصي عدو الأندلس، فغنم غنائم كثيرة، وظفر بهم، ... ثم خرج إليهم غازيًا، فاستشهد وعامة أصحابه، وكان قتله فيما حدثنا يحيى بن الليث في سنة خمس عشرة ومائة.» ووافقه في ذلك ابن الأثير. ولم يرد ذكرها في تواريخ الواقدي والبلاذري والطبري وهم من أقدم رواة الفتوح، شيئاً عن الموقعة

## اختلاف الآراء حول المعركة
انقسمت الآراء التاريخية حول المعركة إلى ثلاث وجهات نظر. ففي الوقت الذي رأى فيه المؤرخون الغربيون كجيبون وجيله من المؤرخين الذين اعتمدوا على تأريخ عام 754 وتأريخ فريدغر، بأن شارل مارتل أنقذ المسيحية، وأن المعركة بلا شك كانت حاسمة في تاريخ العالم. إلا أن المؤرخين المعاصرين قد انقسموا حول ذلك، إلى معسكرين. الأول يتفق مع جيبون، والآخر يقول بأن المعركة بُولغ فيها بشدة وتم تصويرها وكأنها نهاية عصر الفتح الإسلامي. بل وحتى المعسكر الأول الذي رأى أهمية المعركة التاريخية الكبيرة، اتخذ عدد منهم نهجًا أكثر اعتدالاً ودقة في وصف أهمية المعركة، بدلاً من الوصف الدراماتيكي الذي اتخذه جيبون. أبرز هؤلاء هو ويليام واتسون، الذي آمن بأهمية المعركة تاريخيًا، لكنه حللها عسكريًا وثقافيًا وسياسيًا، بدلاً من أن ينظر إليها من منظور الصراع الكلاسيكي بين المسلمين والمسيحيين. أما الآن، فقد انقسم المؤرخون الغربيون المعاصرون بشكل واضح على أهمية المعركة، وأين ينبغي أن تُصنّف في التاريخ العسكري.

### آراء تضخم من أهمية المعركة
يقول المؤرخ إدوارد جيبون في كتابه «اضمحلال الإمبراطورية الرومانية»: «خط انتصار [المسلمين] طوله ألف ميل من جبل طارق حتى نهر اللوار كان غير مستبعد أن يكرر في مناطق أخرى في قلب القارة الأوروبية حتى يصل بالساراسنز [يقصد المسلمين] إلى حدود بولندا ومرتفعات أسكتلندا، فالراين ليس بأصعب مرورا من النيل والفرات، وإن حصل ما قد ذكرت كنا اليوم سنرى الأساطيل الإسلامية تبحر في مصب التايمز بدون معارك بحرية ولكان القرآن يدرس اليوم في أوكسفورد ولكان علماء الجامعة اليوم يشرحون للطلاب باستفاضة عن الوحي النازل على محمد.»
لم يكن جيبون وحده الذي أثنى على شارل مارتل كمنقذ للمسيحية والحضارة الغربية، فقد قال هربرت جورج ويلز في كتابه «موجز تاريخ العالم»: «عندما عبر المسلمون البرانس عام 720، وجدوا مملكة الفرنجة تحت الحكم الفعلي لشارل مارتل رئيس بلاط قصر سلالة كلوفيس، الذي تحققت الهزيمة الساحقة في بواتييه عام 732 على يديه. كان شارل مارتل هذا عمليًا سيد أوروبا في شمال جبال الألب من البرانس إلى هنغاريا، مترأسًا عدد كبير من الحكام الناطقين بالفرنسية اللاتينية، واللغات الألمانية العليا والمنخفضة.» ومن أنصار هذا المعسكر أيضًا المؤرخ البلجيكي غودفروا كورث، الذي كتب عن المعركة قائلاً: «يجب أن تظل هذه المعركة واحدة من أهم الأحداث الكبرى في تاريخ العالم، لأنها حددت ما إذا كانت الحضارة المسيحية ستستمر أم سيسود الإسلام جميع أنحاء أوروبا.» تحمس أيضًا على وجه الخصوص المؤرخون الألمان في مدح شارل مارتل؛ ومدح هذا النصر العظيم على حد وصف كارل فريدريش فيلهلم شليغل، الذي قال: «لقد حفظت سواعد شارل مارتل الأمم المسيحية الغربية من قبضة الإسلام المدمرة.» وقد نقل إدوارد كريزي رأي رانكه عن تلك الفترة قائلاً: «كانت أحد أهم الحقب في تاريخ العالم، فمع بداية القرن الثامن، عندما هددت المحمدية إيطاليا وبلاد الغال، وعدد من المناطق الوثنية القديمة كساكسونيا وفرايزلاند مرة أخرى عبر نهر الراين. وفي ظل هذا الخطر الذي هدد المجتمعات المسيحية، ظهر الأمير الشاب من أصل جرماني شارل مارتل، كبطلهم الذي حافظ عليهم بكل الطاقة الضرورية اللازمة للدفاع عن النفس، وفي النهاية، استطاع نشرهم في مناطق جديدة.»
كما قال المؤرخ العسكري الألماني هانس ديلبروك عن هذه المعركة: «لم يكن هناك معركة أكثر أهمية منها في تاريخ العالم.» كما أكد المؤرخ هنري هالام أنه لو لم يحتوِ شارل مارتل هجوم المسلمين، لما كان هناك شارلمان ولا الإمبراطورية الرومانية المقدسة أو حتى الدولة البابوية. وقد صنّف المؤرخ توماس أرنولد انتصار شارل مارتل بأنه أهم من انتصار أرمينيوس في تأثيره على كل التاريخ الحديث: «كان انتصار شارل مارتل في تور كان من بين أطواق النجاة التي أثرت لقرون في سعادة البشرية.» وقال لويس غوستاف وتشارلز شتراوس في كتابهما «المسلمون والفرنجة؛ أو شارل مارتل وإنقاذ أوروبا»: «النصر الذي تم حاسم ونهائي، فتراجع سيل الغزو العربي إلى الوراء، وأنقذت أوروبا خطر نير المسلمون.» كما قال تشارلز أومان، في كتابه «تاريخ فن الحرب في العصور الوسطى»، بأن: «في بواتييه، قاتل الفرنجة كما فعلوا قبل مئتي سنة في كاسيلينيوم، ككتلة واحدة صلبة، دون أن تنكسر صفوفهم أو يحاولوا المناورة. تحقق انتصارهم من خلال تكتيكات دفاعية بحتة باستخدام المشاة؛ محطمين العرب المتعصبين مرة بعد مرة إلى قطع، إلى أن هربوا في النهاية في ستار الليل. ولكن دون سعي من جهة كارل للسماح لرجاله بمطاردة العدو المكسور.» وكتب جون باغنيل بيري في مطلع القرن العشرين: «معركة تور... كثيرًا ما تصور كحدث من الدرجة الأولى لتاريخ العالم، لأنه بعدها، وصل تغلغل الإسلام في أوروبا في النهاية إلى طريق مسدود.» وقال المؤرخ الأمريكي ويليام واتسون عن أهمية المعركة أنها أوقفت جيوش المسلمين، وأبقت الحضارة الغربية بجذور المسيحية والتي ستكون سببًا في ازدهار الحضارة الغربية وتطورها. كما وصف الكاتب جون هنري هارين في كتابه «مشاهير رجال العصور الوسطى» المعركة قائلاً: «تعد معركة تور أو بواتييه كما ينبغي أن يطلق عليها، أحد المعارك الحاسمة في العالم. فهي التي جعلت المسيحيين، لا المسلمين، السلطة الحاكمة في أوروبا".»

### آراء تقلل من أهمية المعركة
وعلى الجانب الآخر، رأى عدد من المؤرخين الغربيين، برأي المؤرخين المسلمين في أن المعركة لم تكن بتلك الأهمية. فقد قال برنارد لويس: «إن المؤرخين العرب، إذا ما ذكروا هذا الاشتباك [يعني المعركة] بصفة عامة، يذكرون أنها كانت مناوشات طفيفة.» وكتب غوستاف جرونبوم: «هذه الانتكاسة قد تكون مهمة من وجهة النظر الأوروبية، ولكن بالنسبة للمسلمين في ذلك الوقت، لم يروا فيها أي خطر كبير، وبالتالي لم تكن لها أهمية أكبر من ذلك.» ذكر ابن عذاري المعركة في كتابه البيان المغرب، قائلاً: «ولي الأندلس عبد الرحمن بن عبد الله الغافقي، فغزا الروم، واستشهد مع جماعة من عسكره سنة 115 هـ، بموضع يعرف ببلاط الشهداء.» وقد أشار هنري كوبيه إلى أن نفس الاسم البلاط أطلق على معركة تولوز،(3) والعديد من المعارك الأخرى التي هُزم فيها المسلمين. ويقول الإيطالي أليساندرو باربيرو: «يميل المؤرخون اليوم إلى التقليل من أهمية معركة بواتييه، حيث أن هدف القوات العربية التي هزمها شارل مارتل لم يكن فتح مملكة الفرنجة، ولكنه ببساطة لجمع الغنائم من دير سانت مارتن الغني في تور.» كذلك كتب توماز ماستناك: «لقد نسج المؤرخون المعاصرون أسطورة حول هذا الانتصار، بأنه الذي أنقذ أوروبا المسيحية من المسلمين. فإدوارد جيبون، على سبيل المثال، دعا شارل مارتل بمنقذ المسيحية وأن المعركة التي دارت قرب بواتييه غيرت تاريخ العالم ... وقد ظلت تلك الأسطورة حية بشكل جيد في عصرنا ... رغم أن المعاصرين للمعركة، لم يبالغوا في أهميتها. فتأريخ فريدغر، الذي كتب على الأرجح في منتصف القرن الثامن، صوّر المعركة كواحدة من العديد من المعارك بين المسيحيين والعرب المسلمين - بل باعتبارها واحدة من سلسلة حروب التي خاضها أمراء الفرنجة من أجل الغنائم والأراضي ... وصف تاريخ فريدغر معركة بواتييه كما هي بالفعل: حلقة في الصراع بين الأمراء المسيحيين مثل الكارولينجيون الذين سعوا لضم أقطانيا تحت حكمهم.» كذلك يرى المؤرخ الإيطالي فرانكو كارديني في كتابه «أوروبا والإسلام»، قائلاً: «إنه من الحصافة أن تقلل من أهمية أو نفي الصفة الأسطورية لهذا الحدث، الذي لا يعتقد أي شخص الآن أنه كان حاسمًا. إن أسطورة النصر العسكري المميز تدخل اليوم في نطاق الكليشيهات الإعلامية، التي لا يصعب القضاء عليها. فمن المعروف جيدًا كيف نسج الترويج للفرنجة وتمجيد البابوية للنصر الذي تم في الطريق بين تور وبواتييه...»
وفي مقدمة كتابهما «رفيق القارئ إلى التاريخ العسكري» لخّص روبرت كاولي وجيفري باركر وجهة النظر الحديثة هذه عن المعركة، قائلين: «إن دراسة التاريخ العسكري شهدت تغيرات جذرية في السنوات الأخيرة. فلم يعد نهج الطبول والأبواق القديم فعّالا، حيث حظيت عوامل كالاقتصاد والخدمات اللوجستية والاستخبارات والتكنولوجيا بالاهتمام لتقييم المعارك والحملات والخسائر. واكتسبت كلمات مثل "استراتيجية" و"عمليات" معانٍ ربما لم تكن معروفة منذ جيل مضى. وقد غيرت الأبحاث الجديدة وجهات نظرنا ... على سبيل المثال، العديد من المعارك التي أدرجها إدوارد شيبرد كريزي عام 1851 في كتابه المشهور "أكثر خمسة عشر معركة حسمًا في العالم" نذكر منها هنا، المواجهة بين المسلمين والمسيحيين في بواتييه-تور عام 732، التي كان ينظر إليها أنها حدثًا فاصلاً، خُفّضت إلى مجرد غارة.»

## الجدل حول أعداد الجيشين
افترض معظم المؤرخين أن الجيشين التقيا عند ملتقى نهري كلين وفيين بين تور وبواتييه، ولا يعرف عدد الجنود في كلا الجيشين. وقد وصف تأريخ عام 754 وهي وثيقة لاتينية معاصرة للمعركة، المعركة بتفصيل أكبر من أي مصدر لاتيني أو عربي آخر، حيث نصت على أن «شعب أوستراسيا [قوات الفرنجة]، الأكثر جندًا وتسليحًا بشكل هائل، قتل الملك عبد الرحمن»، وهو ما يتوافق مع ما ذكره العديد من المؤرخين العرب والمسلمين. ومع ذلك، تختلف كل المصادر الغربية تقريبًا مع ذلك، فتقدّر قوات الفرنجة بحوالي 30,000 مقاتل، أي أقل من نصف عدد قوات المسلمين.
حاول المؤرخون المعاصرون تقدير أعداد الجيشين، اعتمادًا على تقدير ما العدد الذي تستوعبه أرض المعركة، وما العدد الذي يمكن لشارل مارتل أن يجمعه من مملكته ويضيف إليه خلال حملته، ومع تقدير أعداد قوات المسلمين، وما لحق بها من أعداد قبل تور، لتفوق بكثير أعداد الفرنجة، وبالاستناد إلى مصادر إسلامية غير معاصرة للمعركة. قدّر كريسي قوات المسلمين بحوالي 80,000 مقاتل أو أكثر. وفي عام 1999، قدّر المؤرخ بول ديفيس قوات المسلمين بحوالي 80,000 والفرنجة في حوالي 30,000، وأشار بأن المؤرخين الحديثين قدروا قوات الجيش الأموي في تور ما بين 20,000-80,000 مقاتل. وقد رفض المؤرخ إدوارد شونفيلد التقديرات القديمة بأن أعداد الأمويين بين 60,000-400,000 والفرنجة 75,000، قائلاً: «إن تقدير عدد الأمويين بأكثر من خمسين ألف جندي (وبأن الفرنجة كانوا أكثر) مستحيل لوجستيًا.» وأيد ذلك، المؤرخ فيكتور ديفيس هانسون الذي اعتقد بأن الجيشين كانا تقريبًا بنفس الحجم حوالي 30,000 رجل.
قد يكون المؤرخون الحديثون أكثر دقة من مصادر القرون الوسطى، حيث استندوا على تقديرات القدرات اللوجستية في المناطق الريفية المجاورة التي تكفي هذه الأعداد من الرجال والحيوانات. واتفق ديفيس وهانسون على كون وجوب اعتماد الجيشين على الريف المجاور، حيث لم يكن لديهما أنظمة كافية لتوفير الإمدادات اللازمة للحملتين. وقد قدّرت مصادر أخرى كغور الذي قدّر الجيش الفرنجي بين 15,000-20,000، بينما قدّره آخرون ما بين 30,000-80,000. وعلى الرغم من اختلاف تقدير قوات المسلمين بتفاوت كبير، إلا أن غور قدره ما بين 20,000-25,000، فيما زادته تقديرات أخرى إلى نحو 80,000 رجل.
خسائر المعركة غير معروفة، غير أن بعض المؤرخين بعد ذلك زعموا بأن قوات شارل مارتل خسرت حوالي 1,500، بينما منيت قوات المسلمين بخسائر ضخمة تصل إلى 375,000 رجل. وقد ذكرت تلك الأرقام في كتاب الباباوات الذي يروي انتصار أودو دوق أقطانيا في معركة تولوز. وقد صحّح بولس الشماس في كتابه تاريخ اللومبارد (الذي كتبه حوالي عام 785) أن هذا التأريخ دون تلك الأعداد كونها أعداد خسائر معركة تولوز (وزعم أيضًا أن شارل مارتل قاتل في تلك المعركة جنبًا إلى جنب مع أودو)، ولكن الكتاب اللاحقين، الذين ربما تأثروا بتأريخ فريدغر، نسبوا خسائر المسلمين فقط لشارل مارتل، وأصبحت المعركة التي وقعت فيها تلك الخسائر معركة بواتييه بلا شك. كما ذكر تأريخ حياة باردولف المكتوب في منتصف القرن الثامن، أن قوات عبد الرحمن حرقت ونهبت ما في طريقها إلى ليموزين في طريق عودتهم إلى الأندلس، مما يعني أن الجيش لم يدمر إلى الحد الذي صوره تأريخ فريدغر.

## مؤلفات عن المعركة
- معركة بلاط الشهداء، تأليف الدكتور صالح الأشتر.

## الهوامش
- 1 وصف الأسقف إيزيدور الباجي مدون تأريخ عام 754 خسائر المعركة بعبارة (باللاتينية: solus Deus numerum morientium vel pereuntium recognoscat) التي تعني «الله وحده يعلم عدد القتلى».[71][79][80]
- 2 نقل عنان في كتابه «دولة الإسلام في الأندلس» رواية منسوبة إلى شخص يدعى القديس دينيس "Saint Denis" يقول فيها: «وعندئد خرج العرب وملكهم عبد الرحمن من إسبانيا، مع جميع نسائهم وأولادهم وعددهم وأقواتهم».[81] مما يبرر هرع المسلمين لإنقاذ معسكرهم دفاعًا عن ذراريهم.
- 3 نقل المقري في كتابه «نفح الطيب من غصن الأندلس الرطيب» عن ابن حيان القرطبي، أن السمح بن مالك الخولاني قُتل في الوقعة المشهورة عند أهل الأندلس بوقعة البلاط.[82] والمعروف أن السمح قتل في معركة تولوز.
- 4 كانت قوات شارل مارتل خليطًا من قوات مسيحية ووثنية أشارت إليها وثيقة تأريخ المستعربين لعام 754، باسم «قوات الشمال»، كان أكثرها من أوستراسيا ونيوستريا،[83] وبورغنديا، وشوابيا،[84] بالإضافة إلى قوات من مرتزقة وثنيين لقبائل جرمانية عدة من حدود الراين[28][85] أشهرها السكسون[84]، إضافة إلى بقايا جيش أقطانيا بقيادة الدوق أودو.

## روابط خارجية
- Greek [جريك], Eric [إريك] (2019). The Myth of Charles Martel: Why the Islamic Caliphate Ceased Military Operations in Western Europe After the Battle of Tours [أسطورة شارل مارتل: لماذا توقفت الخلافة الإسلامية عن العمليات العسكرية في غرب أوروبا بعد معركة تور] (Master [ماستر] thesis) (بالإنجليزية). جامعة هارفارد. Archived from the original on 2025-03-26.